# 심포니 송
함신익과 심포니 S.O.N.G (Symphony Orchestra for the Next Generation)
심포니 송은 지휘자 함신익과 순수한 열정, 높은 품격, 그리고 우수한 기량을 갖춘 연주자들로 이루어진 21세기형 오케스트라이다.
2014년 8월 창단연주 이후 폭넓은 프로그래밍으로 새로운 변화의 물결을 이끌어가고 있다. 예술의전당과 롯데콘서트홀에서의 마스터즈 시리즈는 최고의 연주력과 탁월한 음악가들과의 협연을 통해 정통 클래식 음악의 전령자로서 그 존재가치를 인정받고 있다.
클래식 음악에 익숙하지 않은 계층을 위한 다양한 사회공헌 시리즈 또한 심포니 송의 중요한 사명이다. 세계 음악계에 새로운 연주형태의 모델을 제시한, 트럭이 콘서트 스테이지로 변하는 “The Wing- 날개콘서트”는 장안의 화제가 되고 있다. 심포니 송은 충실한 사회봉사를 우선으로 생각하며 최고의 음악창조를 위해 끊임없이 노력하고 생각하는 순수 민간후원으로 운영되는 서울시 지정 전문예술단체이다.

## 예술감독함신익
"존경 받을 만한 연주”- New York Times 미국 뉴욕타임즈  
“확실한 자부심과 확실한 헌신, 열정과 뛰어난 정교함이 어울린 음악” The Financial Times 영국 파이낸셜 타임즈
“함신익은 생동감 있으면서도 감동적으로 오케스트라를 이끌었다. 순수한 기쁨, 충격적인 음색으로 풍부한 음감, 따뜻한 소리로 웅장하면서도 편한 다양한 소리를 전달하였다” Seattle Times 미국 시애틀 타임즈
“매력적이며, 아름다운 음색, 극적이면서도 정교한 연주” The Basque 스페인 더 바스크
심포니 송의 예술감독 함신익의 리더쉽은 한국의 대전시향, KBS교향악단 및 미국 유수의 오케스트라의 상임지휘자를 거쳐 유럽, 남미 등 다양한 오케스트라에서도 능력을 인정받고 있으며 예일대 지휘과 교수로 20년 넘게 교육현장에서 활동하고 있다. 새로운 시대에 적응하는 오케스트라를 구축하기 위해 함신익은 현대음악에도 깊은 관심을 갖고 기품 있는 새로운 음악을 전달하는데 힘을 기울이고 있다.

## 역사
○ The Wing-날개콘서트 
세계최초 5톤트럭을 개조해 무대로 만든 ‘더윙콘서트’는 2015년 3월 첫 런칭을 시작으로 음악이 필요한 문화소외지역 및 소외계층을 오케스트라가 직접 찾아가 현 100회에 이르는 공연으로 문화사회공헌활동을 해오고 있다. 주로 군부대, 교도소, 농어촌 산간지역 및 학교를 방문하여 많은 이들에게 클래식음악으로 꿈과 희망을 전달하며 미담을 자아내고 있다.
○ 마스터즈 시리즈
함신익과 심포니 송의 마스터즈 시리즈는 시대를 초월하는 위대한 작곡가들의 작품으로 꾸며지는 심포니 송의 정수를 느낄 수 있는 고품격 무대로 국내외 최정상 음악가들과 연 5-6회 이상 서울 예술의전당과 롯데콘서트홀을 주 무대로 활동하고 있다. 국내에서 보기 드문 공연레퍼토리와 새로운 시도로 각종 언론들과 관객들에게 주목을 받으며 매 공연마다 찬사를 받으며 매진사례가 이어지고 있다.
○ 천원짜리콘서트
2015년과 2016년도에 각각 열린 ‘천원짜리콘서트’는 함신익과 심포니 송의 사회공헌시리즈 중 하나로 예술의전당에서 열렸다. 청소년들과 문화소외계층을 대상으로 전 좌석 천원이라는 파격적인 혜택으로 평소 문화생활을 자주 접하지 못했던 관객들에게 공연문턱을 현저히 낮춰 수준 높은 클래식공연을 제공하였으며 관객들의 뜨거운 반응으로 전석매진을 기록하였다.                   